# Хироши Очиаи
Хироши Очиаи (јап. 落合 弘; Саитама, 28. фебруар 1946) бивши је јапански фудбалер.

## Каријера
Током каријере је играо за Toshiba и Мицубиши.

## Репрезентација
За репрезентацију Јапана дебитовао је 1974. године. За тај тим је одиграо 63 утакмице и постигао 9 голова.

## Статистика
| Јапан  | Јапан   | Јапан  |
| Година | Наступи | Голови |
| ------ | ------- | ------ |
| 1974.  | 2       | 0      |
| 1975.  | 13      | 3      |
| 1976.  | 15      | 2      |
| 1977.  | 5       | 0      |
| 1978.  | 14      | 3      |
| 1979.  | 9       | 1      |
| 1980.  | 5       | 0      |
| Укупно | 63      | 9      |